# Arroyo Valcorba
Arroyo Valcorba är ett vattendrag i Spanien.   Det ligger i provinsen Provincia de Valladolid och regionen Kastilien och Leon, i den centrala delen av landet, 150 km norr om huvudstaden Madrid.